# Yaginumaella wangdica
Yaginumaella wangdica is een spinnensoort uit de familie springspinnen (Salticidae). De soort komt voor in Bhutan.